# Сондала (приток Ояти)
Сондала — река в России, протекает по территории Подпорожского района Ленинградской области. Устье реки находится в 168 км от устья Ояти по правому берегу. Берёт своё начало из Палозера. Длина реки — 35 км, площадь водосборного бассейна — 414 км².

## Бассейн Сондалы

### Реки
- Чёрная (впадает в Палозеро — исток Сондалы)

### Озёра
- Сурьярвь (реками Саргой и Нюгумуя соединяется с рекой Чёрной)
- Оярвь (реками Саргой и Нюгумуя соединяется с рекой Чёрной)
- Шатозеро (протокой соединяется с Долгозером)
- Долгозеро (исток Чёрной)
- Кривозеро (протокой соединяется с Долгозером)
- Пальмик (рекой Кележмой соединяется с Палозером)
- Чогозеро (Чогручьём соединяется с озером Пальмик)

## Данные водного реестра
По данным государственного водного реестра России относится к Балтийскому бассейновому округу, водохозяйственный участок реки — Свирь, речной подбассейн реки — Свирь (включая реки бассейна Онежского озера). Относится к речному бассейну реки Нева (включая бассейны рек Онежского и Ладожского озера).
Код объекта в государственном водном реестре — 01040100812102000012973.